# Багамские Острова на летних Олимпийских играх 1984
Багамские Острова принимали участие в Летних Олимпийских играх 1984 года в Лос-Анджелесе (США) в восьмой раз за свою историю, но не завоевали ни одной медали.

## Состав сборной
Сборную страны представляло 22 спортсмена, в том числе 5 женщин и 17 мужчин, они соревановались в 4 видах спорта:
| Вид спорта      | Мужчины | Женщины | Всего |
| --------------- | ------- | ------- | ----- |
| лёгкая атлетика | 9       | 5       | 14    |
| бокс            | 3       | 0       | 3     |
| плавание        | 2       | 0       | 2     |
| парусный спорт  | 3       | 0       | 3     |
| Всего           | 17      | 5       | 22    |

Самым юным участником сборной был 16-летний боксёр Андре Сеймур, самым старшим — 45-летний яхтсмен Монтегю Хиггс.
Это были первые олимпийские игры для 18-летней Полин Дэвис-Томпсон, которая впоследствии стала двукратной чемпионкой Олимпийских игр 2000 года в Сиднее, чемпионкой мира по лёгкой атлетике (в 1999 году). Одной из участниц эстафеты была 19-летняя Элдес Кларк-Льюис, впоследствии также чемпионка летних Олимпийских игр в Сиднее.

## Результаты
Хорошо выступили багамские легкоатлеты: 6 место заняли женщины в эстафете и 6 место занял Джоуи Уэллс в прыжках в длину.

### Парусный спорт
Соревнования проводились с 31 июля по 8 августа в Лонг-Бич (Калифорния). Разыгрывались медали в 7 дисциплинах, все среди мужчин. СССР и большинство социалистических стран бойкотировали эти Игры.
| Спортсмены                 | Соревнование / Класс                | Гонка (регата) | Гонка (регата) | Гонка (регата) | Гонка (регата) | Гонка (регата) | Гонка (регата) | Гонка (регата) | Очки  | Место |
| Спортсмены                 | Соревнование / Класс                | 1              | 2              | 3              | 4              | 5              | 6              | 7              | Очки  | Место |
| -------------------------- | ----------------------------------- | -------------- | -------------- | -------------- | -------------- | -------------- | -------------- | -------------- | ----- | ----- |
| Томас Нисбет               | «Виндгляйдер» (виндсёрф)            | DNF            | 32             | 34             | RET            | 35             | 36             | RET            | 251.0 | 38    |
| Монтегю Хиггс Стивен Келли | «Звёздный» (2-местная килевая яхта) | 11             | 16             | 6              | 3              | 7              | 11             | 11             | 81.4  | 10    |

### Плавание
Мужчины
| Дэвид Морли | 100 метров на спине         | 1:01.29 | 31           | не вышел в финал | не вышел в финал | не вышел в финал | не вышел в финал |
| Дэвид Морли | 100 м на спине              | 2:18.17 | 31           | не вышел в финал | не вышел в финал | не вышел в финал | не вышел в финал |
| Дэвид Морли | 200 м комплексным плаванием | 2:16.85 | 31           | не вышел в финал | не вышел в финал | не вышел в финал | не вышел в финал |
| Шон Ноттэдж | 100 м вольным стилем        | 53.66   | 37           | не вышел в финал | не вышел в финал | не вышел в финал | не вышел в финал |
| Шон Ноттэдж | 200 м вольным стилем        | 1:57.54 | 40           | не вышел в финал | не вышел в финал | не вышел в финал | не вышел в финал |
| Шон Ноттэдж | 100 м баттерфляем           | 58.73   | 38[уточнить] | не вышел в финал | не вышел в финал | не вышел в финал | не вышел в финал |

### Бокс
Мужчины
| Андре Сеймур    | Наилегчайший вес (до 51 кг)  | Оппе Пинто (Парагвай) Проигрыш 0-5          | не участвовал                      | не участвовал                          | не участвовал | не участвовал | не участвовал | не участвовал |
| Стивен Ларримор | Полусредний вес (до 63.5 кг) | BYE                                         | Филлимон Айесу (Малави) Победа 3-2 | Мирко Пузович (Югославия) Проигрыш 0-5 | не участвовал | не участвовал | не участвовал | не участвовал |
| Филип Пиндер    | Полутяжёлый вес (до 81 кг)   | Жан-Поль Нанга-Нтсах (Камерун) Проигрыш 0-5 | не участвовал                      | не участвовал                          | не участвовал | не участвовал | не участвовал | не участвовал |